# Estadiamento do câncer

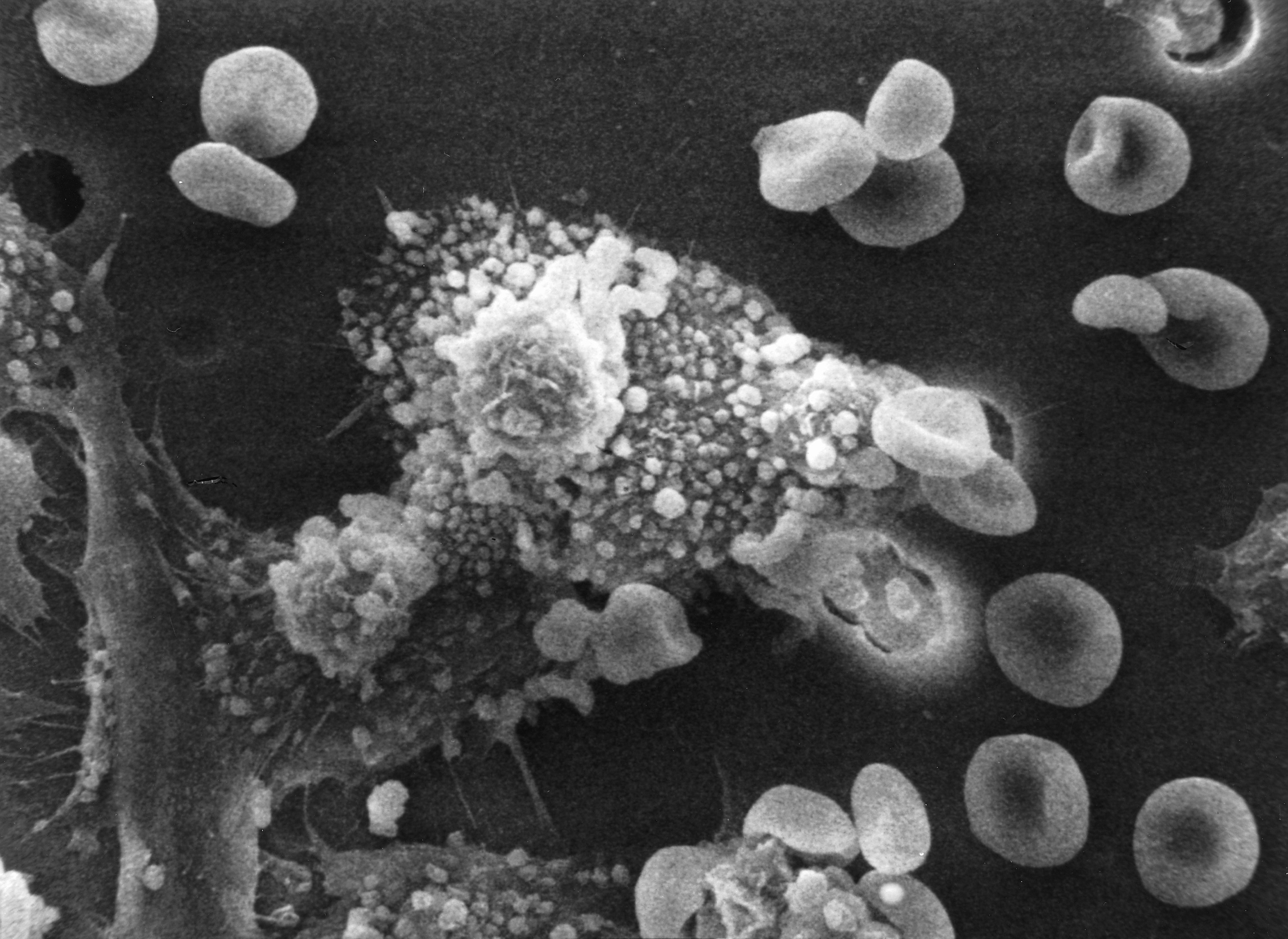
Os estágios medem o nível de expansão e comprometimento do câncer e são feitos antes e depois do tratamento.

O estadiamento do câncer (português brasileiro) ou estadiamento do cancro (português europeu) (também chamados de estágios do câncer) é a descrição (geralmente em números de I a IV) de quanto o câncer já se espalhou pelo corpo. O estágio geralmente leva em conta o tamanho do tumor, o quão profundo ele está penetrado, se já invadiu órgãos adjacentes, se e quantos linfonodos entraram em metástase e se ele está espalhado em órgãos distantes. O estadiamento do câncer é importante porque o estágio no diagnóstico é um importante indicativo do prognóstico, se há chances de cura ou somente o óbito iminente planejamento do tratamentos mais adequados, previsão das possíveis complicações e, após o tratamento, avaliação dos resultados das terapias.

## Estágios tradicionais
Os estágios (ou estádios) são numerados de 0 a IV de acordo com a facilidade de remover em cirurgia com sucesso:
- Estágio 0: Carcinoma in situ, ou seja, restritos a área inicial. É um tipo de displasia.
- Estágio I: Tumor restrito a uma parte do corpo, sem comprometimento linfático.
- Estágio II: Localmente avançando com comprometimento do sistema linfático ou espalhado por mais de um tecido.
- Estágio III: Localmente avançado, espalhado por mais de um tecido e causando comprometimento linfático.
- Estágio IV: Metástase a distância, ou seja, espalhando para outros órgãos ou todo o corpo.

A designação como estágio II ou estágio III pode depender do tipo específico de câncer. Por exemplo, na doença de Hodgkin, o estágio II indica linfonodos afetados em apenas um lado do diafragma, enquanto o Estágio III indica linfonodos afetados acima e abaixo do diafragma. Os critérios específicos para os estágios II e III, portanto, diferem de acordo com o diagnóstico.
Um tratamento curativo ou paliativo dependerá da situação do tumor. Até o estágio III é geralmente possível remover o câncer completamente via quimioterapia, radioterapia ou cirurgia, o que é entendido como uma cura, porém a partir do estágio IV o tratamento se restringe a promover o mínimo de sintomas, o máximo de sobrevida e a melhor qualidade de vida ao paciente sendo a cura altamente improvável.

## Sistema TNM
T3n1m1

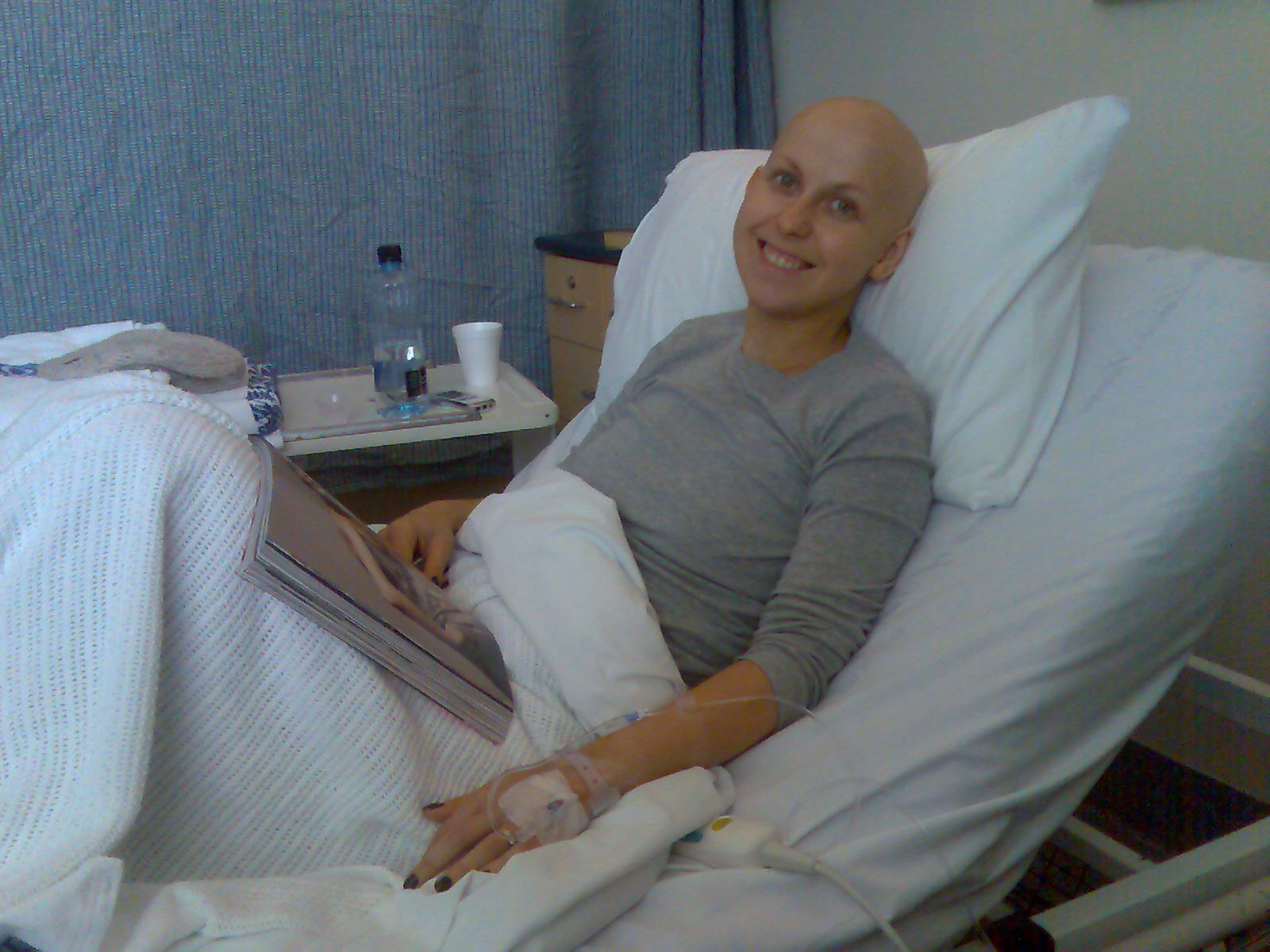
O estágio IV pode não ter cura total porém ainda tem tratamento para garantir o bem estar do indivíduo por muitos anos com o mínimo de dor possível.

É o principal sistema usado no estadiamento do câncer, de acordo com o Tumor, Nodo e Metástase. Varia dependendo da localização do câncer (pulmão, mama, pele, estômago...). Basicamente eles seguem a seguinte 

### Tumor primário (T)
- Tx: Tumor provado pela presença de células neoplásicas mas não se sabe sua extensão.
- T0: Nenhuma evidência de tumor primário.
- Tis: Carcinoma in situ.
- T-1: Tumor com menos de 7 cm no seu maior diâmetro porém bastante restrito.
- T-2: Tumor com mais de 7 cm no maior diâmetro ou invadindo tecidos próximos causando comprometimento moderado.
- T-3: Tumor de qualquer dimensão invadindo tecidos próximos causando sério comprometimento.
- T-4: Tumor de qualquer tamanho invadindo e comprometendo órgãos vitais.

### Linfonodos (N)
- Nx: Metástases linfonodais não identificadas.
- N-0: Ausência de metástases linfonodais.
- N-1: Metástases linfonodais leves.
- N-2: Metástases para linfonodos moderadas.
- N-3: Metástases para linfonodos graves.

### Metástases a distância (M)
- Mx: Metástases não identificadas.
- M-0: Ausência de metástases.
- M-1: Presença de metástases a distância.

## Estadiamento final
- Carcinoma oculto: Tx No Mo
- Estágio 0: T1s No Mo
- Estágio IA: T1 No Mo
- Estágio IB: T2 No Mo
- Estágio IIA: T1 N1 Mo
- Estágio IIB: T2 N1 Mo ou T3 N2 M0
- Estágio IIIA: T3 N1 Mo ou T1/3 N2 Mo
- Estágio IIIB: T1-4 N3 Mo ou T4 N1/3 Mo
- Estágio IV: T1/4 N1/3 M1

Quanto mais precocemente o câncer for identificado, melhor as chances do tratamento ter sucesso.